# „Majonezy” Spółdzielnia Pracy Produkcyjno-Handlowa w Kętrzynie
„Majonezy” Spółdzielnia Pracy Produkcyjno-Handlowa w Kętrzynie – przedsiębiorstwo spożywcze powstałe w 1945 w Kętrzynie.
Przedsiębiorstwo powstało na bazie poniemieckiej palarni kawy. W 1946 roku zostało przekazane „Społem” Związkowi Gospodarczemu Spółdzielni Spożywców RP w Warszawie.